# 酒井忠毗
酒井 忠毗（さかい ただます、文化12年6月20日（1815年7月26日） - 明治9年（1876年）2月12日）は、越前敦賀藩（鞠山藩）の第7代藩主。忠稠系小浜藩酒井家別家7代。第6代藩主・酒井忠藎の四男。母は有馬純養（有馬孝純の長男）の娘。正室は酒井忠方の娘。継室は永井尚佐の娘。子に酒井忠経（四男）、万木忠之（五男）、佳子（酒井忠道正室）、娘（永井尚弼室）、娘（桜井忠剛室）。官位は従五位下・右京亮。「ます」の字は田＋比（「毘」の異体字）。

## 生涯

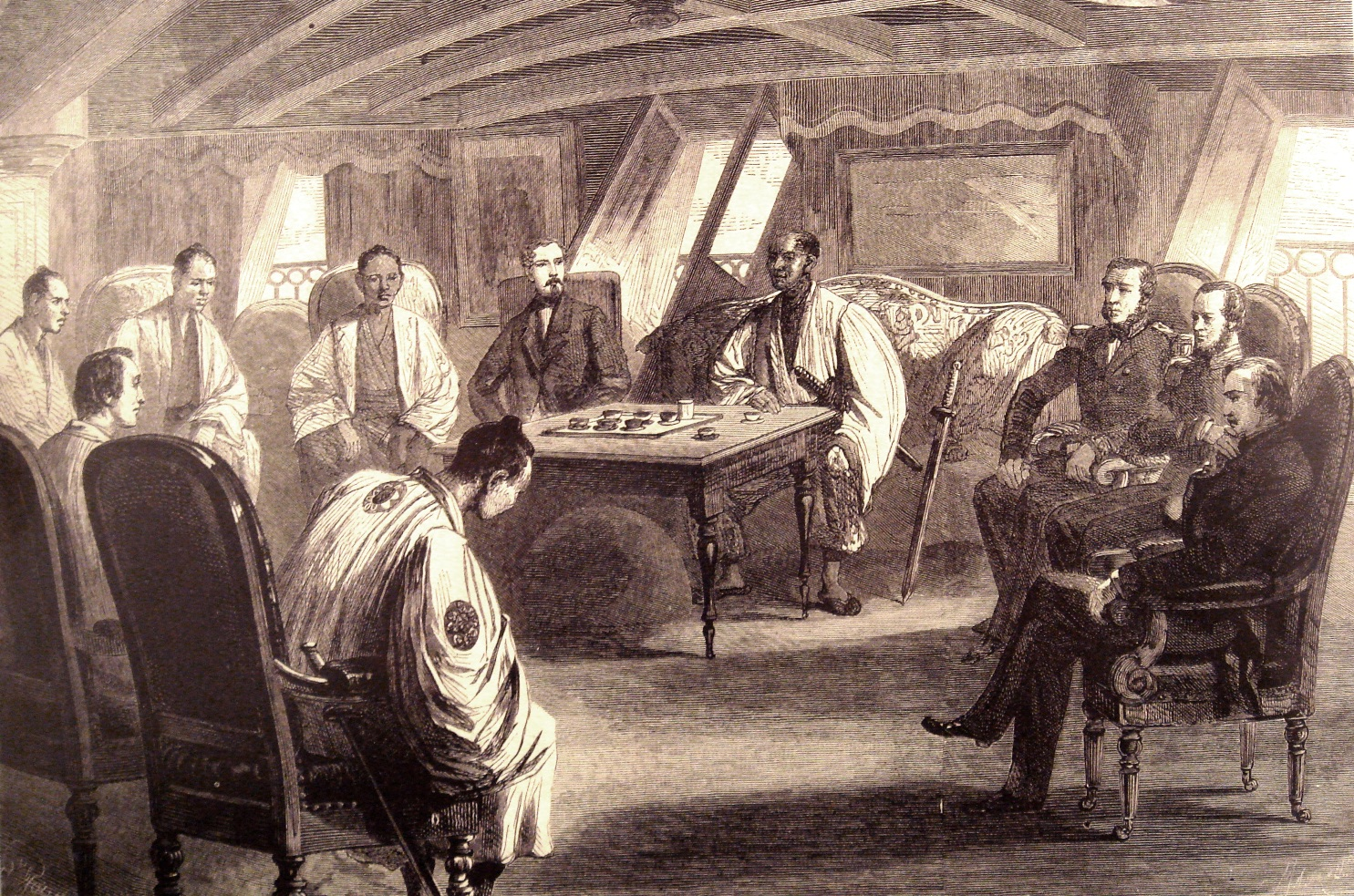
生麦事件の賠償交渉をする酒井忠毗（中央）。左はフランス公使デュシェーヌ・ド・ベルクール。右は順に英国海軍オーガスタス・レオポルド・キューパー提督、フランス海軍バンジャマン・ジョレス提督、イギリス代理公使ジョン・ニール。

天保4年（1833年）、父の死去に伴い、家督を継いだ。天保14年（1843年）から若年寄を3度も歴任した功績を認められ、文久元年（1861年）9月に1千80石を加増され、翌年6月には無城大名から城主格に任じられた。
安政6年（1859年）、ロシアの東シベリア総督ニコライ・ムラヴィヨフ＝アムールスキーが、自ら軍艦7隻を率いて江戸湾の品川に来航。樺太全土は露領と威嚇、主張したが、同年7月26日、虎ノ門天徳寺における江戸幕府とムラヴィヨフの会談の席上、幕府は外国事務掛の遠藤胤統と忠毗を通してこれを完全に退けた。一方、同年10月、藩の財政難から本家の若狭国小浜藩に所領を返還し廃藩（統合）しようとしたが、領民が猛反対したために中止された。一方で上述のように城主格となったため、それまで江戸定府の陣屋大名であった敦賀藩酒井家に参勤交代の義務が生じることとなり、藩財政はさらに悪化した。
万延元年12月4日（1861年1月14日）、ヘンリー・ヒュースケン殺害事件が発生、その抗議としてイギリス公使ラザフォード・オールコックとフランス公使ギュスターヴ・デュシェーヌ・ド・ベルクールは横浜に退去した。その後の江戸復帰の交渉相手として、オールコックは当時外国掛であった忠毗を指名した。忠毗はオールコックと老中の交渉にたびたび出席しており、オールコックがその能力を評価しての指名であった。
文久3年5月17日（1863年7月2日）、生麦事件賠償のため、イギリス代理公使ジョン・ニール、フランス公使デュシェーヌ・ド・ベルクールらとの交渉を行っている。その際に薩摩藩は英国との直接交渉を望んでおり、英国の薩摩国遠征を取りやめるように依頼しているが、結果としては忠毗の危惧通り、薩英戦争は英国が薩摩藩と接近するきっかけとなった。また、元治元年9月22日（1864年10月22日）には、下関戦争の解決のため、横浜でイギリスやフランス、アメリカおよびオランダと交渉して賠償金の支払いに合意している。
このように幕閣の一員として佐幕の立場を貫いたが、大政奉還直前の慶応3年（1867年）6月17日、子の忠経に家督を譲って隠居した。鳥羽・伏見の戦い後、次第に近隣諸藩が新政府軍側に与し始めると、敦賀藩もまた新政府に恭順した。
明治9年（1876年）2月12日、62歳で死去した。

## 系譜
父母
- 酒井忠藎（父）
- 有馬純養[1]の娘[要出典]（母）

正室、継室
- 酒井洛子 ー 酒井忠方の娘（正室）
- 永井尚佐の娘（継室）

子女
- 酒井忠経（四男）生母は洛子（正室）
- 万木忠之（五男）
- 酒井佳子 ー 酒井忠道正室
- 永井尚弼室